# Vichřice

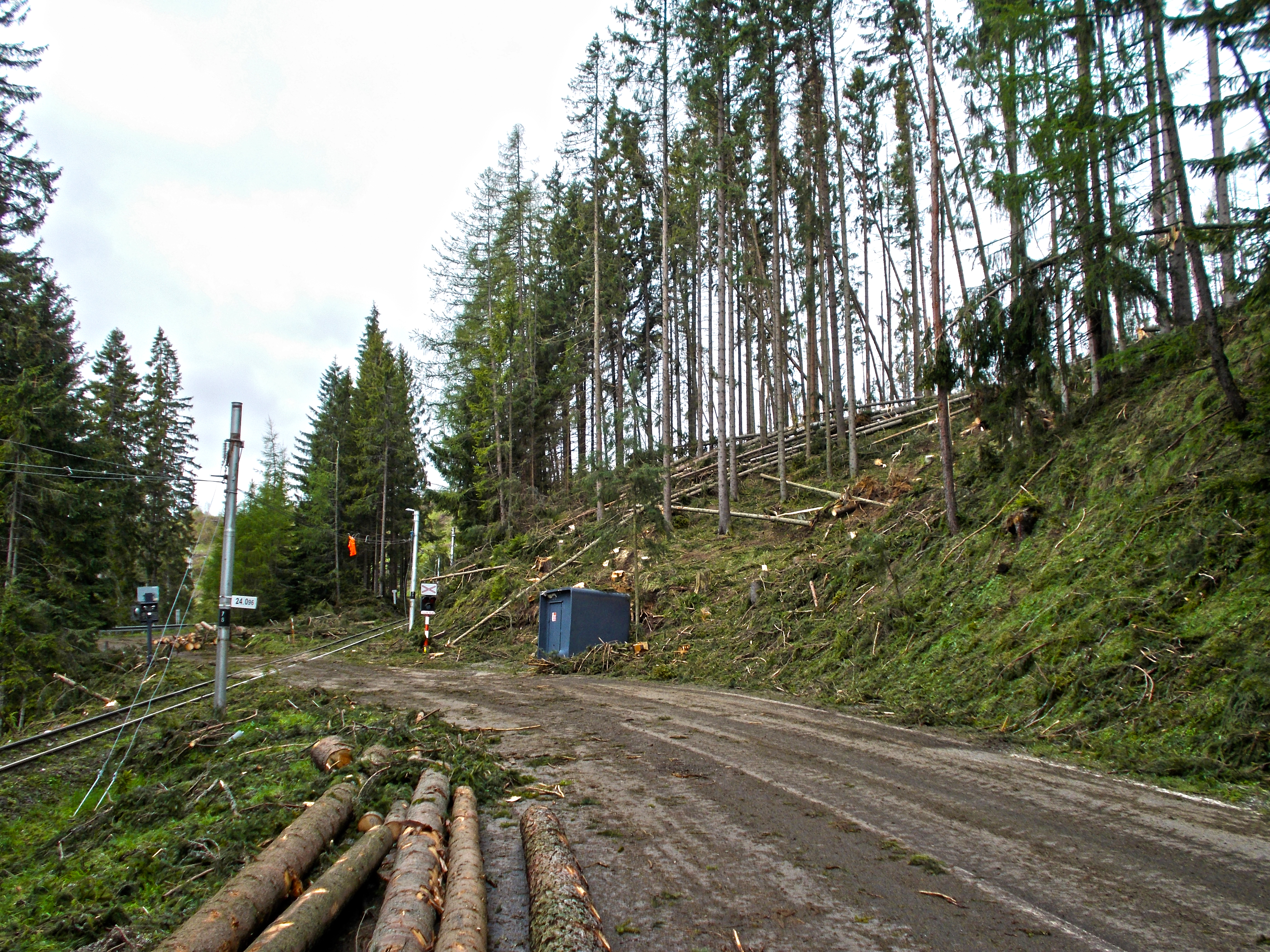
Následky vichřice mezi Vyšnými Hágy a Štrbským plesem 15. května 2014

Vichřice je typ větru v Beaufortově stupnici, má pořadové číslo 9. Ve výšce 10 metrů tento vítr má rychlost 20,8 až 24,4 m/s (t.j. 75 až 88 km/h). Dříve byl vichřicí označován stupeň 11 (28,5 až 32,6 m/s), který se nyní označuje jako mohutná vichřice.

## Rozpoznávací znaky vichřice
Rozpoznávacími znaky tohoto typu větru na pevnině jsou: menší škody na stavbách (strhává tašky a břidlici ze střech), lámou se větší větve stromů a převrací lehčí předměty jako zahradní plastový nábytek či popelnice. V Beaufortově stupnici větru se vichřice označuje též jako silný vichr.

## Příklady dopadů působení vichřice
Vichřice je natolik silná, že převrací lehčí předměty. Dokáže polámat i velmi silné větve či malé stromy. Při tomto stupni dochází k výpadku elektrického proudu a telefonního spojení pádem větví či stromů na elektrické vedení. Padajícími větvemi mohou být poškozena i vozidla stojící pod stromy, případně budovy; vichřice může strhnout střešní krytinu. Stromy spadlé přes koleje nebo vozovku mohou způsobit obtíže v dopravě. Chůze proti větru je obtížná až nemožná. V Česku varuje před nebezpečím Český hydrometeorologický ústav prostřednictvím medií.